# Subak-hwachae
Il subak-hwachae (수박 화채?) è una varietà di hwachae (un tipico punch coreano) a base di anguria. Questo alimento rinfrescante viene spesso consumato durante l'estate in tutta la Corea.

## Preparazione
Per preparare il subak-hwachae bisogna tagliare a metà un'anguria. La polpa del frutto viene quindi rimossa, tagliata a cubetti e privata dei semi. In seguito, ai cubetti di anguria vengono aggiunti pezzetti di altri frutti a piacere, ghiaccio e vari dolcificanti (succo di anguria, zucchero e miele). La bevanda può anche essere diluita con acqua e resa alcolica con l'aggiunta di soju. La scorza dell'anguria che è stata scartata durante la preparazione può essere utilizzata come scodella.